# Orel, Rozdilna
Orel (în ucraineană Орел) este un sat în comuna Velîkoploske din raionul Rozdilna, regiunea Odesa, Ucraina.

## Demografie
Componența lingvistică a localității Orel
     Rusă (88,03%)
     Ucraineană (9,15%)
     Română (2,11%)
Conform recensământului din 2001, majoritatea populației localității Orel era vorbitoare de rusă (88,03%), existând în minoritate și vorbitori de ucraineană (9,15%) și română (2,11%).